# マイケル・サリバン
マイケル・サリバン（Michael Sullivan,1916年10月29日 - 2013年9月28日）はアメリカの美術史家・中国絵画のコレクターである。中国美術の先駆的研究者として知られ、多くの著述がある。
カナダのトロントで生まれ、3歳の時にイギリスに移住。ケンブリッジ大学で建築学を学んだのちにロンドン大学で中国語を学ぶ。1940年、中国に渡り国際赤十字のボランティアとして活動。成都にて博物館員として働いているとき、福建省厦門出身の女子大生呉環と結婚。1945年、南京大学にて言語と美術史を教えた。この頃、黄賓虹、張大千、林風眠、龐薰琹、丁聡、呉作人、葉浅予、関山月、劉開渠など多くの芸術家と交流を持ち、その作品を入手。その多くは贈り物として受け取った。
アメリカに移りハーバード大学で中国美術史を専攻し1952年に博士号を取得。ボーリンゲン財団から研究資金を得られることになる。1962年に『The Birth of Landscape Painting in China』（邦題：『中国山水画の誕生』）を上梓。
シンガポール大学を経て、1960年ロンドン大学東洋アフリカ学院（SOAS）のアジア美術講師に任命される。1966年から1984年までスタンフォード大学にて東洋美術学部部長に就任。引退後、1985年にオックスフォードに移住し、著述や講演を行う。
2013年9月、オックスフォード大学病院で死去。享年97。斉白石、張大千、傅抱石、呉冠中などの巨匠の作品を含む400点以上にも及ぶ中国絵画のコレクションをアシュモリアン美術館に遺贈した。

## 主な著書
- 『The Birth of Landscape Painting in China』University of California Press, 1962
  - 邦訳『中国山水画の誕生』 中野美代子・杉野目康子共訳、青土社、1995年　新版2005年。ISBN 4791762134
- 『A Short History of Chinese Art』University of California, 1967
  - 邦訳『中国美術史』新藤武弘訳、新潮社「新潮選書」、1973年
- 『The Meeting of Eastern and Western Art』New York Graphic Society, 1973
  - 邦訳『東西美術の邂逅』 洋販出版、1976年
- 『The Arts of China』University of California Press, 1973, Revised Edition, 2000